# فيروسات قزامة
الفيروسات القزامة (بالإنجليزية: Nanoviridae)‏ هي عائلة فيروسية تضم الأجناس التالية:
- فيروس قزام; الأنواع: فيروس تقزم البرسيم التحت أرضي
- فيروس البابو; الأنواع: فيروس قمة الموز الكثة

## وصلات خارجية
- نطاق فيروسي: الفيروسات القزامة

1. 1 2  International Committee on Taxonomy of Viruses, ed. (30 Jun 2014), ICTV Master Species List 2013 v2 (بالإنجليزية), QID:Q18810383
2. 1 2  International Committee on Taxonomy of Viruses, ed. (12 Jun 2015), ICTV Master Species List 2014 v4 (بالإنجليزية), QID:Q24716610